# جیمی اسمیتس
جیمی اسمیتس (انگلیسی: Jimmy Smits؛ زادهٔ ۹ ژوئیهٔ ۱۹۵۵) یک هنرپیشه اهل ایالات متحده آمریکا است.

## فیلم‌شناسی
از فیلم‌ها یا برنامه‌های تلویزیونی که وی در آن نقش داشته‌است می‌توان به جنگ ستارگان اپیزود سوم: انتقام سیت، جنگ ستارگان اپیزود دوم: حمله کلون‌ها، هتل میلیون دلاری، مادر و فرزند، نگهدار کودک، علائم حیاتی، شور درونی و گرینگوی پیر و دکستر اشاره کرد.
در سال ۲۰۱۲ او به لیست بازیگران اصلی سریال فرزندان آشوب پیوست.